# Samogłoska półotwarta przednia niezaokrąglona
Samogłoska półotwarta przednia niezaokrąglona – typ samogłoski spotykany w językach naturalnych. Symbol, który przedstawia ten dźwięk w Międzynarodowym Alfabecie Fonetycznym, to ɛ (podobne do greckiego ε).

## Języki, w których występuje ten dźwięk
- język polski: lek [lɛk]
- język czeski: mezi ['mɛzi] „między”
- język joruba: ẹsẹ̀ [ɛ̄sɛ] „noga”
- język niemiecki: Käse ['kɛ:zə] „ser”[1], echt [ɛçt] „prawdziwy”
- język angielski: bed [bɛd] „łóżko”